# Growing Pains (musikalbum)
Growing Pains från 2007 är den amerikanska sångerskan Mary J. Bliges åttonde studiobum.

## Låtlista
1. Work That (Mary J. Blige/Theron Otis Feemster/Sean Garrett) – 3:31
2. Grown Woman (Christopher Brian Bridges/Dejoin Madison/Mary J. Blige/Terius Nash) – 4:05
3. Just Fine (Terius Nash/Mary J. Blige/Jazze Pha/Chris Stewart) – 4:02
4. Feel Like a Woman (Theron Otis Feemster/Mary J. Blige/Terius Nash) – 4:02
5. Stay Down (Mary J. Blige/Johnta Austin/Bryan-Michael Cox) – 4:23
6. Hurt Again (Mary J. Blige/Andre Harris/Vidal Davis/Brian Sledge) – 4:08
7. Shake Down (Terius Nash/Mary J. Blige/Jazze Pha/Tricky Stewart) – 3:36
8. Til' the Morning (Pharrell Williams) – 4:18
9. Roses (Terius Nash/Mary J. Blige/Chris Stewart) – 4:36
10. Fade Away (Mikkel S Eriksen/Tor Erik Hermansen/Mary J. Blige/Ne-Yo) – 4:16
11. What Love Is (Mikkel S Eriksen/Tor Erik Hermansen/Mary J. Blige/Ne-Yo) – 4:03
12. Work in Progress (Growing Pains) (Charles Harmony/Ne-Yo) – 4:01
13. Talk to Me (Robert Wright/Mary J. Blige/Eric Hudson/Verdine White/Johnta Austin) – 4:10
14. If You Love Me? (Mary J. Blige/Johnta Austin/Bryan-Michael Cox) – 3:40
15. Smoke (Reggie Perry/Ne-Yo) – 3:10
16. Come to Me (Peace) (Terius Nash/Mary J. Blige/Kuk Harrell/Chris Stewart) – 5:02

## Mottagande
Skivan fick ett gott mottagande när den kom ut med ett snitt på 3,8/5 baserat på 17 recensioner.

## Listplaceringar i Norden
| Lista (2008) | Topplacering |
| ------------ | ------------ |
| Sverige      | 6            |
| Norge        | 38           |